# 寺島アキ子
寺島 アキ子 （てらじま あきこ、本名：寺嶋 秋子（てらじま あきこ）、1926年6月17日 - 2010年12月24日）は、日本の脚本家。

## 人物・経歴
関東州（現中華人民共和国）大連市生まれ。文化学院卒業後、東宝演劇研究会をへて1948年に新協劇団に入り、『生活の歌』『モルモット』『機械の中の青春』などの戯曲を発表。1958年、フリーとなり、テレビ・ラジオのドラマ創成期以降、『判決』『三匹の侍』『あね、いもうと』『ごめんねママ』などの脚本を手がける。また、独立プロ系で『翼は心につけて』『想い出のアン』『母さんの樹』などの映画のシナリオも書き、テレビアニメ『てんとう虫の歌』『昆虫物語 みなしごハッチ』も一部担当した。1966年日本放送作家組合（現・日本脚本家連盟）設立に参加、常務理事となる。
2010年12月24日、末梢性T細胞リンパ腫のため東京都内の自宅で死去。84歳没。

## 著書
- 『働いて愛した女たち』（学習の友社、1980年3月）
- 『したたかに生きた女たち』（学習の友社、1982年12月）
- 『旅の記憶』（汐文社、1986年3月）
- 『女たちの世紀へ』（ピープル、2004年11月）
- 『わたしの東京地図』（ピープル、 2006年）